# Schoos
Schoos (Luxemburgs: Schous) is een plaats in de gemeente Fischbach en het kanton Mersch in Luxemburg.
Schoos telt 158 inwoners (2001).